# Irena Maria Smólska
Irena Maria Smólska (ur. 12 sierpnia 1926 w Częstochowie, zm. 28 lipca 2003 w Warszawie) – polska lekarka, profesor nauk medycznych, członek grupy „Bartka” Armii Krajowej. 

## Życiorys
Urodziła się i wychowywała w Częstochowie. Jej ojcem był Alfred Franke, polski lekarz chirurg, działacz społeczny związany z Częstochową.
W okresie okupacji niemieckiej uczyła się na tajnych kompletach uzyskując w 1944 roku świadectwo dojrzałości. W czasie II wojny światowej brała udział w podziemnym ruchu oporu pełniąc pod pseudonimem „Iskra” funkcję łączniczki i sanitariuszki w grupie „Bartka” Armii Krajowej. Po zakończeniu okupacji niemieckiej rozpoczęła studia na Wydziale Lekarskim Uniwersytetu Poznańskiego, które ukończyła w 1949 roku. W czasie studiów pracowała w charakterze instrumentariuszki w Szpitalu Miejskim w Częstochowie. W 1950 roku podjęła pracę w oddziale kardiologicznym Szpitala Sióstr Elżbietanek.
W 1951 roku otrzymała asystenturę w Klinice Chirurgii Dziecięcej Akademii Medycznej w Warszawie kierowanej przez profesora Jana Kossakowskiego. W 1955 roku uzyskała specjalizację z chirurgii dziecięcej, a w 1960 roku tytuł doktora nauk medycznych.
Przeprowadziła kilkaset pierwszych cewnikowań serca i analizowała wpływ omentopeksji nerek na regulację podwyższonego ciśnienia tętniczego krwi. Propagowała nowoczesne techniki operacyjne, w tym metodę Denis-Browna w spodziectwie.
W 1961 roku przez 6 miesięcy pracowała na stanowisku lekarza oddziałowego szpitala torakochirirgicznego Groaby Road w Leicester w Anglii. W 1966 roku otrzymała stopień doktora habilitowanego na podstawie pierwszej w Polsce rozprawy habilitacyjnej z zakresu kardiochirurgii dziecięcej.
W 1970 roku została powołana na stanowisko konsultanta krajowego  w zakresie kardiochirurgii Instytutu Pediatrii w Krakowie. W 1972 roku zreorganizowała oddział chirurgii dziecięcej w szpitalu przy ulicy Działdowskiej podnosząc go do rangi kliniki uniwersyteckiej. Zaczęła tam wykonywać nowatorskie zabiegi operacyjne rekonstrukcji tchawicy i oskrzeli, wad płuc, usunięcia guzów śródpiersia, korekcji pierścieni naczyniowych wytworzenia przełyku z krzywizny większej żołądka oraz licznych operacji noworodkowych.
Równocześnie realizowała program nauczania propedeutyki chirurgii dziecięcej i chirurgii dziecięcej z elementami kardiochirurgii. Pod jej redakcją i z czynnym udziałem powstał pierwszy skrypt dla studentów Akademii Medycznej oraz liczne filmy dydaktyczne.
Została pochowana w grobowcu rodzinnym na cmentarzu ewangelicko-augsburskim w Warszawie.

## Wyróżnienia
Była członkiem: Brytyjskiego Towarzystwa Chirurgów Dziecięcych, Pacific Association of Pediatric Surgeons, European Association for Cardiothoracic Surgery i International Society of Cardio-Thoracic Surgeons.
W uznaniu ogromnego dorobku naukowego (138 prac naukowych) w 1988 roku otrzymała tytuł profesora nauk medycznych. Odznaczona Srebrnym i Złotym Krzyżem Zasługi oraz Krzyżem Kawalerskim Orderu Odrodzenia Polski. Uhonorowana medalem Gloria Medicinae (2002), Złotym Skalpelem Kardiochirurgów Polskich (1966), Medalem Polskiego Towarzystwa Chirurgów Dziecięcych oraz Medalem Sekcji Kardiologicznej Polskiego Towarzystwa Pediatrycznego.  